# Józef Gołąb (piłkarz)

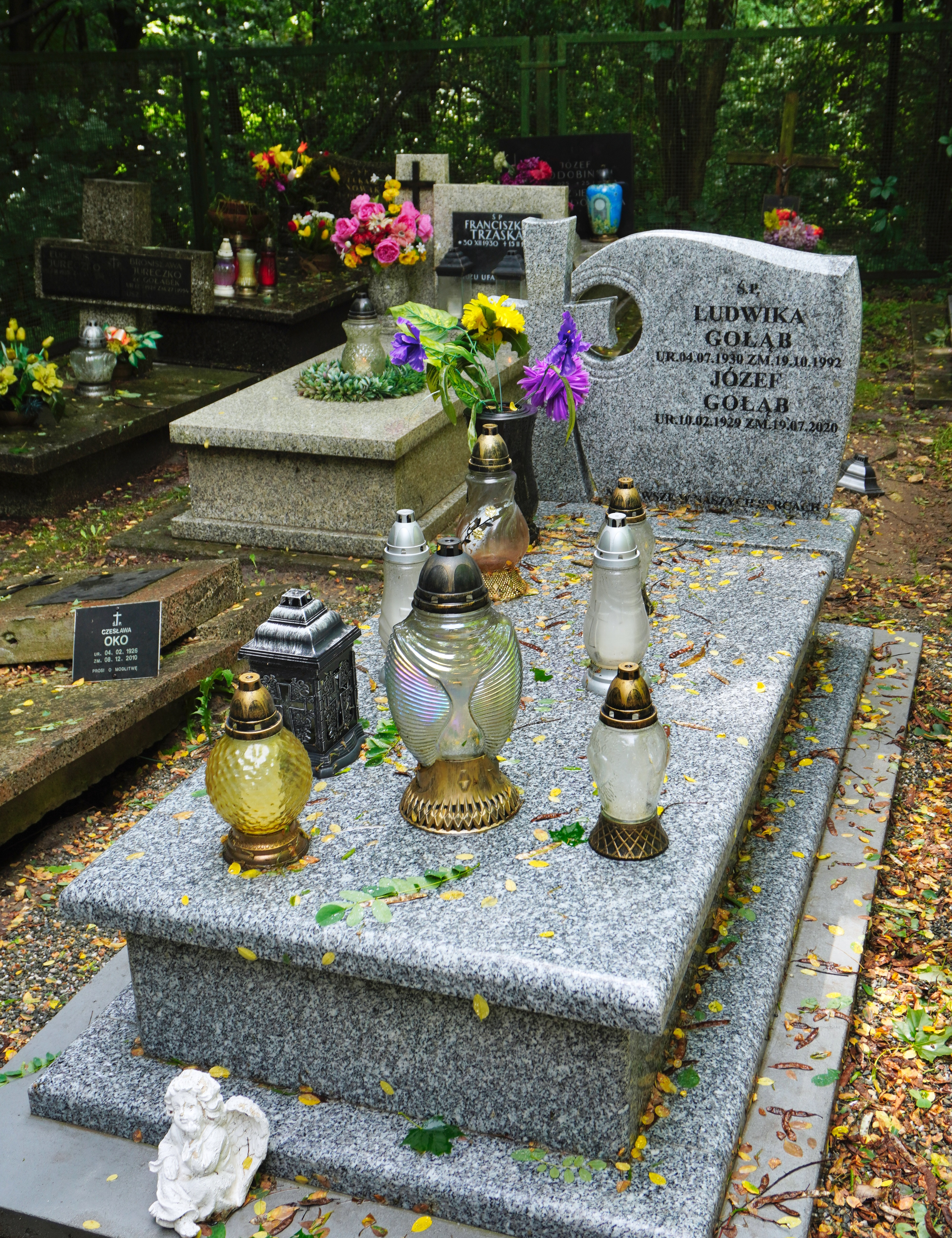
Grób Józefa Gołąba na Cmentarzu Pychowice w Krakowie

Józef Augustyn Gołąb (ur. 10 lutego 1929 w Krakowie, zm. 19 lipca 2020) – polski piłkarz występujący na pozycji pomocnika, związany głównie z Cracovią.

## Przebieg kariery
Gołąb grę w piłkę rozpoczął w salezjańskim zespole Oratorium. Krótko występował w LZS Rudawa, a w 1950 przeniósł się do Ogniwa Kraków, które na początku 1955 powróciło do swojej tradycyjnej nazwy Cracovia. W sezonie 1952 krakowska drużyna zdobyła brązowy medal mistrzostw Polski, a także dotarła do finału Pucharu Zlotu Młodych Przodowników, w którym Gołąb zdobył honorową bramkę dla Pasów (Ogniwo przegrało z OWKS Kraków 1:5). Występował w Cracovii do 1960. W ekstraklasie rozegrał w jej barwach 73 spotkania, w których zdobył siedem goli. W II lidze wystąpił 75 razy, w Pucharze Polski zaś trzykrotnie. Ostatnim jego klubem był Start-Tarnovia Tarnów, którego członkiem był do 1963.
Z wykształcenia był elektrykiem. Jego siostrzeniec Antoni Zuśka (ur. 1943) również był piłkarzem, reprezentował Cracovię na trzech szczeblach ligowych.
Józef Gołąb zmarł 19 lipca 2020 w wieku 91 lat. Pochowano go cztery dni później na krakowskim cmentarzu w Pychowicach.

## Statystyki klubowe
| Klub          | Sezon   | Liga    | Liga  | Liga   | Puchar | Puchar | Inne  | Inne   | Suma  | Suma   |
| Klub          | Sezon   | Liga    | Mecze | Bramki | Mecze  | Bramki | Mecze | Bramki | Mecze | Bramki |
| ------------- | ------- | ------- | ----- | ------ | ------ | ------ | ----- | ------ | ----- | ------ |
| Ogniwo Kraków | 1951    | I liga  | 7     | 0      | 0      | 0      | —     | —      | 7     | 0      |
| Ogniwo Kraków | 1952    | I liga  | 4     | 0      | 0      | 0      | 11    | 4      | 15    | 4      |
| Ogniwo Kraków | 1953    | I liga  | 8     | 1      | 0      | 0      | —     | —      | 8     | 1      |
| Ogniwo Kraków | 1954    | I liga  | 16    | 3      | 0      | 0      | —     | —      | 16    | 3      |
| Cracovia      | 1955    | II liga | 22    | 0      | 3      | 0      | —     | —      | 25    | 0      |
| Cracovia      | 1956    | II liga | 25    | 0      | 0      | 0      | —     | —      | 25    | 0      |
| Cracovia      | 1957    | II liga | 21    | 0      | —      | —      | —     | —      | 21    | 0      |
| Cracovia      | 1958    | I liga  | 17    | 3      | —      | —      | —     | —      | 17    | 3      |
| Cracovia      | 1959    | I liga  | 21    | 0      | —      | —      | —     | —      | 21    | 0      |
| Cracovia      | 1960    | II liga | 7     | 0      | —      | —      | —     | —      | 7     | 0      |
| Ogólnie       | Ogólnie | Ogólnie | 148   | 7      | 3      | 0      | 11    | 4      | 162   | 11     |

## Sukcesy
Ogniwo Kraków/Cracovia
- I liga Trzecie miejsce: 1952
- II liga Mistrz i awans do I ligi: 1957[d]
- II liga Wicemistrz i awans do I ligi: 1960[d]
- Puchar Zlotu Młodych Przodowników Finał: 1952